# Holly Springs (Misisipi)
Holly Springs es una ciudad del Condado de Marshall, Misisipi, Estados Unidos. Según el censo de 2000 tenía una población de 7.957 habitantes.

## Demografía
Según el censo de 2000, había 7.957 personas, 2.407 hogares y 1.699 familias residiendo en la localidad. La densidad de población era de 241,9 hab./km². Había 2.582 viviendas con una densidad media de 78,5 viviendas/km². El 22,81% de los habitantes eran blancos, el 76,18% afroamericanos, el 0,06% amerindios, el 0,16% asiáticos, el 0,03% isleños del Pacífico, el 0,06% de otras razas y el 0,69% pertenecía a dos o más razas. El 0,59% de la población eran hispanos o latinos de cualquier raza.
Según el censo, de los 2.407 hogares en el 36,4% había menores de 18 años, el 34,3% pertenecía a parejas casadas, el 31,9% tenía a una mujer como cabeza de familia, y el 29,4% no eran familias. El 27,2% de los hogares estaba compuesto por un único individuo, y el 10,0% pertenecía a alguien mayor de 65 años viviendo solo. El tamaño promedio de los hogares era de 2,66 personas y el de las familias de 3,22.
La población estaba distribuida en un 25,1% de habitantes menores de 18 años, un 19,1% entre 18 y 24 años, un 27,6% de 25 a 44, un 17,2% de 45 a 64, y un 11,1% de 65 años o mayores. La media de edad era 29 años. Por cada 100 mujeres había 101,7 hombres. Por cada 100 mujeres de 18 años o más, había 101,6 hombres.
Los ingresos medios por hogar en la localidad eran de 23.408 dólares ($), y los ingresos medios por familia eran 25.808 $. Los hombres tenían unos ingresos medios de 29.159 $ frente a los 20.777 $ para las mujeres. La renta per cápita para la ciudad era de 12.924 $. El 32,0% de la población y el 27,5% de las familias estaban por debajo del umbral de pobreza. El 44,6% de los menores de 18 años y el 21,2% de los habitantes de 65 años o más vivían por debajo del umbral de pobreza.

## Geografía
Según la Oficina del Censo de los Estados Unidos, Holly Springs tiene un área total de 33,0 km² de los cuales 32,9 km² corresponden a tierra firme y 0,1 km² a agua. El porcentaje total de superficie con agua es 0,16%.